# Korpsartillerie
Als Korpsartillerie werden die Artillerie-Truppenteile bezeichnet, die zu den Korpstruppen gehören. Die Korpsartillerie ist den Korps unmittelbar unterstellt. Dies kann bereits im Frieden der Fall sein oder erst in Krise und Krieg erfolgen. Die Artilleriekräfte der den Korps unmittelbar nachgeordneten Ebene ist die Divisionsartillerie, darunter die Brigadeartillerie.

## Bis 1945

### Entstehung
Das Korps als militärische Formation, die zur Führung des Gefechts mit verbundenen Waffen befähigt ist, gibt es seit Anfang des 19. Jahrhunderts. Ursprünglich unterstand die Artillerie nicht den Divisionen, sondern war Korpstruppe.

### Bis 1873
In Preußen umfasste die Korpsartillerie ab 1816 eine Artillerie-Brigade, bestehend aus 3 reitenden, 9 Fuß- und einer Handwerks-Compagnie. 1850 wurden die Artillerie-Brigaden in „Artillerie-Regimenter“ umbenannt. Ab 20. November 1851 wurden vier Kompagnien einer jeden Brigade zum Festungsdienst dauernd bestimmt und erhielten die Bezeichnung „Festungs-Kompagnie“. 1852 wurden diese vier Kompagnien eines jeden Korps zu einem Festungs-Bataillon zusammengezogen, sie wurden ausschließlich an schweren für den Belagerungskrieg gedachten Gechütztypen ausgebildet, während die übrigen Kompagnien des Regiments für den Feldkrieg an leichten Geschützen ausgebildet wurden. 1860 wurden die Artillerie-Regimenter um eine weitere Fuß-Abteilung für den Feldkrieg vermehrt, sie hießen ab jetzt wieder „Artillerie-Brigaden“. Zum Oktober 1860 wurden auch die Festungs-Bataillone vermehrt, einige Festungs-Bataillone bildeten aus sich heraus ein zweites. 1864 wurden die zwei für den Festungskrieg bestimmten Bataillone einer Brigade zu einem Festungs-Artillerie-Regiment, die übrigen zu einem Feld-Artillerie-Regiment zusammengeschlossen: Letzteres zog im Mobilmachungsfalle mit den aktiven Truppen ins Feld, ersteres besetzte die im Lande befindlichen Festungen und konnte, wenn es die Lage gebot, kompanieweise zu Belagerungszwecken von Festungen in Feindesland herangezogen werden. Die Artillerie der übrigen Bundesstaaten des Deutschen Bundes und später des Norddeutschen Bundes war ähnlich gegliedert.
Diese Gliederung der Korpsartillerie bestand noch im Deutsch-französischen Krieg 1870/1: Jede Artillerie-Brigade hatte
- ein Feld-Artillerie-Regiment zu je einer Reitenden Abteilung zu 3 Batterien und 3 Fuß-Abteilungen zu je 4 Batterien,
- ein Festungs-Artillerie-Regiment zu zwei Abteilungen zu je 4 Kompagnien, bei den 1867 neu aufgestellten Artillerie-Brigaden Nr.9 - 11 bestand statt des Festungs-Artillerie-Regimentes nur eine Festungs-Artillerie-Abteilung.

### 1873 bis 1914
Die Feld-Artillerie-Regimenter des Armee-Korps wurden 1874 geteilt, jede der zwei Divisionen eines Armee-Korps sollte jetzt im Kriegsfall ein Feldartillerie-Regiment erhalten, während die Festungs-Artillerie-Regimenter die Bezeichnung „Fußartillerie-Reginmenter“ erhielten und im Frieden zur Korpsartillerie zählten, im Kriege jedoch nicht mit dem Korps ins Feld zogen, sondern -wie bisher- der Vertreidgung eigener und Belagerung feindlicher Festungen dienten. Im Prinzip hätte ab diesem Zeitpunkt das Armee-Korps im Kriegsfall über eigene Artillerie nicht mehr verfügt.
Dies änderte sich in den 1890er Jahren, als aus den Beständen der Festungsartillerie, jetzt „Fußartillerie“ genannt, jedes Armee-Korps im Mobilmachungsfalle eine bespannte Abteilung zu zwei Batterien 15-cm-schwere Feldhaubitzen erhalten sollte. Die Zahl der Batterien wurde später vermehrt, sodass bei Kriegsausbruch 1914 jedes aktive Armee-Korps vier Batterien schwerer Feldhaubitzen 02 als Korpsartillerie mit ins Feld führte.

### Erster Weltkrieg
Im Ersten Weltkrieg wurden -je nach Auftrag- den einzelnen Armee-Korps oder „Gruppen“, wie sie auch hießen, weitere Artillerieformationen zugeteilt. Dies erfolgte je nach Bedarf und Lage, wobei die zugeteilten Artillerieformationen teils den Korps, teils auch den Armeen unterstanden. Eine Übersicht über die Zuteilung oder Eingliederung dieser Formationen würde den Umfang dieses Artikels sprengen.

### Zwischenkriegszeit
Aufgrund des Versailler Vertragswerkes waren Deutschland nur zwei (den Korpskommandos entsprechende) Gruppenstäbe zugestanden, die aber nicht über eigene Artillerieformationen verfügen durften.
Nach Wiedererlangung der Wehrhoheit 1935 wurden wieder etliche Korpsstäbe aufgestellt, die alle ein korpseigenes Artillerieregiment mit schweren Geschützen verschiedenen Kalibers erhalten sollten. Allerdings fehlten noch 1939 vielen dieser Regimenter die Kommandeursstellen, da nicht genügend Offiziere da waren, um diese Stellen zu besetzen.

### Zweiter Weltkrieg
Im Zweiten Weltkrieg wurden -wie bereits im ersten- den einzelnen Armeekorps je nach Auftrag Artillerieverbände mit Geschützen verschiedensten Kalibers zugeteilt oder unterstellt, ohne dass hier irgendeine Regelmäßigkeit feststellbar wäre.

## Bundeswehr

### Kalter Krieg

#### Gliederung
Im Heer der deutschen Bundeswehr bestand die Korpsartillerie in der Gliederung des Feldheeres nach Heeresstruktur 4 je Korps aus grundsätzlich einem Artilleriekommando (gleiche Nummer wie das Korps). Diese waren die Artilleriekommandos 1, 2 und 3. Das im Frieden dem Artillerieregiment 6 unterstellte Raketenartilleriebataillon 650 in Flensburg wäre im Verteidigungsfall als Korpsartillerie dem multinationalen Korps LANDJUT unterstellt worden.
Die Artilleriekommandos bestanden grundsätzlich je aus einem Stab mit Stabsbatterie, einer Drohnenbatterie, einem Raketenartilleriebataillon, einem Nachschubbataillon Sonderwaffen, einem Sicherungsbataillon (im Frieden nichtaktiv) und einem Feldersatzbataillon (im Frieden Geräteeinheit, im V-Fall direkt dem Korps unterstellt).
In den älteren Heeresstrukturen der Bundeswehr hatte es neben (ursprünglich auch statt) der Raketenartillerie-Einheiten auch Rohrartillerie-Bataillone gegeben, die mit 203-mm-Haubitzen und 175-mm-Kanonen US-amerikanischer Provenienz ausgestattet worden waren.
Nach der Artilleriestruktur 85 bestand die Korpsartillerie aus:
- Stab/Stabsbatterie Artilleriekommando 1, Münster
  -  Drohnenbatterie 100, Coesfeld
  -  Raketenartilleriebataillon 150, Wesel
  -  Nachschubbataillon Sonderwaffen 120, Werlte
  -  Sicherungsbataillon 100 (GerEinh), Ahaus
  -  Feldersatzbataillon 120 (GerEinh), Unna
- Stab/Stabsbrigade Artilleriekommando 2, Ulm
  -  Drohnenbatterie 200, München
  -  Raketenartilleriebataillon 250, Engstingen (4. Batterie als Raketenartillerielehrbatterie im Frieden dem Artillerielehrregiment 5 in Idar-Oberstein unterstellt)
  -  Nachschubbataillon Sonderwaffen 220, Günzburg
  -  Sicherungsbataillon 200 (GerEinh), Engstingen
- Feldersatzbataillon 220 (GerEinh), Engstingen
- Stab/Stabsbatterie Artilleriekommando 3, Koblenz
  -  Drohnenlehrbatterie 300, Idar-Oberstein (im Frieden der Artillerieschule am gleichen Standort unterstellt)
  -  Raketenartilleriebataillon 350, Montabaur
  -  Nachschubbataillon Sonderwaffen 320, Herborn
  -  Sicherungsbataillon 300 (Geräteeinheit), Gießen
  -  Feldersatzbataillon 330 (GerEinh), Diez

#### Auftrag
Mit der Korpsartillerie konnte der Kommandierende General vor allem den Kampf mit Feuer führen, d. h. wichtige Ziele in der Tiefe des Raumes mit weitreichenden Raketen bekämpfen. Die vier Raketenartilleriebataillone der Korpstruppen waren anfangs mit MGM-29 Sergeant, ab etwa 1976 mit MGM-52 Lance ausgerüstet. Mit der Drohnenbatterie konnten diese Ziele aufgeklärt oder allgemeine Lageaufklärung betrieben werden.
Die Korpsartillerie hatte auch den Auftrag, Sondermunition im Rahmen der nuklearen Teilhabe zur Wirkung zu bringen. Dafür wurden die Truppenteile speziell ausgebildet. Die Sicherungsbataillone sollten die Sondermunition sichern und die Nachschubbataillone transportieren und instand setzen.

### Ab 1990
Nach dem Ende des Kalten Krieges wurde die Korpsartillerie in der Bundeswehr abgeschafft. Im Zuge des Aufwuchses der Bundeswehr nach dem Russischen Überfall auf die Ukraine seit 2022 ist die Wiedereinführung in Form eines Korpsartilleriebataillons (Raketenartillerie) vorgesehen.